# Исажон, Султон
Исажон Султон (Султонов, Исажон Абдураимович) (6 апреля 1967, село Авазбой, Риштан, Ферганская область, Узбекская ССР) — писатель. Народный писатель Узбекистана (2021), Заслуженный работник культуры Республики Узбекистан (2014).
Окончил факультет журналистики Ташкентского государственного университета (1990). Первая повесть — «Мольба» ("Муножот") вышла в 1990 году (изд. «Чулпон», Ташкент). В 1996 году был принят в Союз писателей Узбекистана. Рассказы Исажона Султона были опубликованы в различных литературно-художественных изданиях, таких как «Звезда Востока», «Дружба народов», «Интеллигент. Санкт-Петербург» (Россия), «Русское поле» (Молдова), «Лексикон» (США), «Kurgan Edebiyat» (Турция) и др. В 2010 художественно-литературным журналом Союза писателей Узбекистана «Звезда Востока» опубликован роман «Вечный скиталец» ("Бокий дарбадар"). Роман «Свободный» («Озод») был удостоен наградой Союза писателей Узбекистана (2012). Рассказы «Лунный родник» ("Ойдинбулок") и «Чаша на воде» ("Сувдаги коса") вошли в «Антологию узбекского рассказа XX-века». Изданные книги: «Муножот» («Мольба», 1990), «Бокий дарбадар» («Вечный странник», 2010), «Озод» («Свободный», 2012), «Боги Эрам» («Ирамский сад», 2015), "Танланган асарлар" ("Избранные произведения" в двух томах, 2017), "Хазрати Хизр изидан" ("По следам святого Хизра", 2018), "Бильге Каган" (2019), "Алишер Навои" (2021), "Абу Рейхан Бируни" (2023).
Живёт в Ташкенте.

## Электронные ресурсы
- Исажон, Султон. «Рыба». журнал «Дружба народов», № 9, 2012 (Россия)
- Исажон, Султон. «Рыба». Международный конкурс чикагского журнала «Лексикон», № 6, 2011, 3-ое место (США)
- Исажон, Султон. Рассказы.
- ВикипедиЯ. «Агасфер» (еще: разделы «Вечный скиталец», «Вечный жид»), подраздел «Литература, XXI век». О романе узбекского писателя Исажон Султон
- Исажон, Султон. «Чаша на воде», рассказ. [Литературный журнал «Русское поле», № 4, 2012], Молдова.
- "O‘zbek adibi Isajon Sulton ijodiga chizgilar", BBC Uzbek, 2012. Лондон/Англия..
- Исажон, Султон. «Странники», рассказ. Литературная газета «Интеллигент Санкт-Петербург», № 2, 2013 (недоступная ссылка), Россия
- Исажон, Султон. «Небесный сад», рассказ. Литературная газета «Интеллигент Санкт-Петербург», № 1, 2014, Россия
- Исажон, Султон. «Korkuluk», рассказ. Литературный журнал «Kurgan Edebiyat», № 3, 2014, Турция.
- Исажон, Султон. «İrem Bahçesi», рассказ. Литературный журнал «Kurgan Edebiyat», № 1, 2015, Турция.
- Исажон Султон. «Sofya», рассказ, литературный журнал "Edebice", №14, 2018. Турция.
- Исажон Султон, "Ayriliq", рассказ (на азербайджанском языке), 13.06.2019, https://525.az/site/?name=xeber&news_id=122095#gsc.tab=0
- Исажон Султон. "Мы явились с планеты по имени Рай", беседа с С. Янышевым, ИА "Fergana News", 6.01.2020, https://fergana.agency/articles/113857/

## Литературная критика, ссылки
- Саодат Камилова, доктор филологических наук, доцент. «Некоторые тенденции развития узбекского рассказа в период независимости» // литературно-художественный журнал «Звезда Востока». — 2011, № 3—4.
- Christopher Fort, PhD, университет Мичиган, США. «Адиб доимий изланишда» (на узбекском языке, перевод), газета "Литература и искусство Узбекистана" ("Узбекистон адабиёти ва санъати"), — 2018, № 32-33.
- Victoria Cáceres, Buenos Aires, The Road to Uzbekistan, https://www.academia.edu/12894229/The_road_to_Uzbekistan